# Sutruk-Nakhunte
Sutruk-Nakhunte o Šutruk-Naḫḫunte va ser fill i successor d'Hallutush-Inshushinak com a rei d'Elam, el segon de la dinastia sutrúquida. Va regnar entre els anys 1185 aC i 1160 aC.
Va reclamar el tron de Babilònia i va dirigir les primeres expedicions a Mesopotàmia. Per les inscripcions se sap que va saquejar Akkad, Babilònia, Sippar i Eshunna, de la darrera de les quals se'n va emportar les estàtues de Manixtuixu. Va imposar a les ciutats conquerides fortíssims tributs. Aquest rei va portar a Susa el codi d'Hammurabi i l'Estela de Naram-Sin. Cap a l'any 1158 aC va matar el rei cassita Zababaixumaiddina, va fer desaparèixer el seu govern i va assolir el tron de Babilònia on, quan va retornar al seu país, hi va col·locar al seu propi fill gran Kutir-Nakhunte.
A la mort del seu pare, Kutir-Nakhunte de Babilònia, el va succeir també com a rei d'Elam.